# Gallicolumba keayi
La colomba pugnalata di Kaey o  colomba pugnalata di Negros  (Gallicolumba keayi (W. E. Clarke, 1900)) è un uccello della famiglia Columbidae, endemico delle Filippine.

## Distribuzione e habitat
L'areale della specie è ristretto alle isole di Panay e Negros, nell'arcipelago delle Filippine.

## Conservazione
La popolazione residua è stimata in 70-400 esemplari; in base a tale dato Gallicolumba keayi è classificata dalla IUCN Red List come specie in pericolo critico di estinzione (Critically Endangered).
Nel 1997 esemplari vennero registrati in due siti nella parte nordoccidentale dell'isola di Panay e precedentemente, all'inizio degli anni Novanta, erano stati osservati da locali in cinque siti; da allora sono stati osservati nidi nelle stesse aree fino all'anno 2005. Sull'isola di Negros, la G. keayi era piuttosto comune nel corso del XIX secolo, ma cominciò a divenire rara dagli anni trenta tanto che negli anni ottanta veniva registrata solo presso le fonti termali di Mambucal, sulle pendici del vulcano Kanla-on. Studi più recenti riportano di avvistamenti nella parte meridionale di Negros, ma con ogni probabilità la specie risulterebbe estinta nella parte nord dell'isola che conserverebe, come a Panay, solo alcune centinaia di esemplari.
Parte del suo areale ricade all'interno del Parco naturale del monte Kanla-on, dove la specie è protetta.